# 超級房車錦標賽
超级跑车锦标赛又稱V8超級房車賽，是在澳大利亚和新西兰舉辦的房車比賽賽事，而且与F1、NASCAR、Indy Car并称为国际4大汽车赛事。它创建于1961年。
目前所有參賽的賽車汽车均使用5.4L或5.7L自然进气发动机以及V8发动机。
V8超级房车赛赛事在每年的3月到12月举行13轮比赛，每个分站赛一般为三天，包括周五的练习排位赛，周六的前十名争夺赛、第一场决赛，周日的第二、第三场决赛。两天的决赛积分多者为冠军。該賽事的比賽場地一般選在F1赛道。